# Voglajna pregrada Tratna - izliv v Savinjo
Voglajna pregrada Tratna - izliv v Savinjo este o arie protejată (arie specială de conservare — SAC, sit de importanță comunitară — SCI) din Slovenia întinsă pe o suprafață de 55,16 ha, integral pe uscat.

## Localizare
Centrul sitului Voglajna pregrada Tratna - izliv v Savinjo este situat la coordonatele 46°13′00″N 15°21′06″E / 46.2166°N 15.3518°E.

## Înființare
Situl Voglajna pregrada Tratna - izliv v Savinjo a fost declarat sit de importanță comunitară în aprilie 2004 pentru a proteja 5 specii de animale. Situl a fost protejat și ca arie specială de conservare în februarie 2012.

## Biodiversitate
Situată în ecoregiunea continentală, aria protejată nu include niciun habitat protejat.
La baza desemnării sitului se află mai multe specii protejate:
- nevertebrate (1): Unio crassus
- pești (4): avat (Aspius aspius), Leuciscus souffia, boarță (Rhodeus sericeus amarus), dunăriță (Sabanejewia aurata)